# یازلیک (آیدین‌تپه)
یازلیک (به ترکی استانبولی: Yazlık) (به کردی: Dîgertanzût) یک منطقهٔ مسکونی در ترکیه است که در آیدین‌تپه واقع شده‌است. یازلیک ۲۲ نفر جمعیت دارد.